# 河野盛政
河野 盛政（こうの もりまさ）は、戦国時代から江戸時代前期の武将・江戸幕府旗本。甲斐武田家の旧臣で、武田家滅亡後に徳川家に仕えた。
諱について、貞享の呈譜（貞享書上）では「盛利」、『寛政譜』編纂時の呈譜では「通泰」とある。

## 生涯
『寛政重修諸家譜』（以下『寛政譜』）によれば、盛政の家は伊予河野氏一族の予州家の流れを汲み、河野通春の孫にあたる河野通房が甲斐国に移って武田家に仕えたとされる。通房の子の河野通政（豊前守）は武田信玄に仕えた後、「故ありて」北条氏康に属し、その後再び武田勝頼に仕え、一説に慶長3年（1598年）に81歳で没した。
河野盛政は、天文10年（1541年）に河野通政の子として生まれ、武田信玄・勝頼の2代に仕えた。天正10年（1582年）に武田氏が滅亡すると、6月に徳川家康に仕える。同年8月、天正壬午の乱における御坂峠の戦いで北条軍と戦って武功を挙げ、巨摩郡にあった本領を安堵された。天正11年（1583年）1月には、改めて本領八代郡内で300石の地を与えられた。天正12年（1584年）4月、小牧・長久手の戦いでは首級3を得る。その褒賞として、甲斐国巨摩郡の和田村などで新恩を給付された。
天正18年（1590年）には小田原征伐に従軍。家康の関東入国に伴い、盛政の所領も関東に移された。その後、天正19年（1591年）九戸政実の乱の際には岩出山城まで出陣。慶長5年（1600年）の関ヶ原の戦いでは槍奉行として従軍。慶長19年（1614年）の大坂冬の陣では使番として従軍した。翌慶長20年（1615年）の大坂夏の陣では老齢のため本陣付きを命じられた。
家康没後は徳川秀忠の使番となり、所領は930余石に至った。元和3年（1617年）11月5日、77歳で死去。武蔵国多摩郡泉村の泉龍寺に葬られた。

## 系譜
弟に河野照長（新太郎）がおり、別家を立てた。ただし呈譜の情報に疑義があり、照長の没年と享年を信じれば盛政よりも20歳年長の兄になってしまうという。
『寛政譜』には4男1女が記されている。家督は長男の河野通利（権右衛門）が継いだが、二男の河野通重、四男の河野通安（才三郎）は別家を立てた。二男通重は家康の小姓を振り出しとして起伏に富んだ経歴をたどり、最終的には御鉄炮頭を務めて1500石の知行を得た。長崎奉行や大目付を務めた河野通定は通重の子である。四男通安は父の遺領から330石の分知を受けたが、寛永3年（1626年）に嗣子のないまま没し、家は絶えた。
三男（初名は河野通俊）は、その母（盛政の後妻）の実家である小笠原家を継いで小笠原貞行を称し、 慶長10年（1605年）に徳川秀忠に仕えて400石の旗本となった。

## 備考
江戸時代には市ヶ谷にあった曹洞宗の寺院・長龍寺は、河野盛政を開基としている。このため油川武田家のほか、武田旧臣の家が多く檀家になっていたという。盛政や通安（四男）の墓は泉龍寺にあるが、通利（長男）・通重（二男）・小笠原貞行（三男）は長龍寺に葬られており、各家は以後長龍寺を菩提寺としている。